# Z 5300
,,,
Les Z 5300 sont des éléments automoteurs électriques circulant en France et caractérisés par des caisses en acier inoxydable laissées sans peinture, ce qui leur vaut d'être surnommés « canette », « boîte de conserve » ou encore « couscoussière ». Ils succèdent aux Z 3700 et aux Z 5100.
Composés à l'origine de quatre caisses (dont une seule motrice), certains Z 5300 ont été réduits à trois et même deux caisses.
Livrés à partir de 1965 et réformés de 2003 à 2018, leur présence sur les rails a donc duré 53 ans.

## Conception
Bien qu'ayant remplacé progressivement les Z 5100, ils n'ont que peu à voir avec eux, à part l'utilisation de l'acier inoxydable soudé par points (procédé Budd) pour les caisses. Ils appartiennent en fait à la grande famille des rames à plancher bas dont le prototype est apparu dès 1960 avec les automotrices Z 9056 à 9059 et dont font partie les Z 6100, Z 6300, les 250 luxembourgeoises et toutes les RIB et RIO. 
Tout ce matériel a en commun un plancher à 950 mm au-dessus du rail, trois portes coulissantes à deux vantaux par face , une hauteur de caisse de 3 300 à 3 350 mm et majoritairement un bogie dénommé 19058 parce qu'installé pour la première fois sous cette remorque prototype.
Comme les autres membres de cette famille, les Z 5300 ont subi une évolution esthétique majeure avec l'apparition sur le matériel nouvellement livré de fenêtres montées sur joints néoprène au lieu de l'encadrement hérité des Z 5100, la disparition des boîtes de connexion entre caisses sur le toit et, accessoirement, la protection des passerelles d'intercirculation par des bourrelets UIC et l'affichage du sigle SNCF long sur les faces frontales au lieu du monogramme.
Bien entendu, ces évolutions n'empêchent pas l'ensemble des matériels de la série Z 5300 d'être compatibles entre eux, y compris au sein d'un même élément.
Les bogies à suspension pneumatique adoptés sous les Z 6100 et RIB 70 n'ont pas pu être utilisés, les motrices ne pouvant pas être modifiées pour une production d'air comprimé suffisante.

## Livraison
La livraison des Z 5300 s'est déroulée en deux phases.
De 1965 à 1968, 58 éléments à quatre caisses sont livrés, complétés par trois motrices et une remorque d'extrémité de réserve : Z 5359 à 5361 et ZRx 15359. Cet ensemble est esthétiquement proche des RIB 60 et des Z 6101 à 6120.
De 1972 à 1975, 84 éléments à quatre caisses sont livrés ainsi que deux caisses de complément : ZRx 15360 et 15361. Cet ensemble est esthétiquement proche des RIB 70, des Z 6121 à 6185 et des Z 6300.
Tout ce matériel a été livré au dépôt de Paris-Sud-Ouest, d'où il a migré progressivement vers d'autres établissements en fonction des besoins.
En 1978, cinq éléments incomplets sont à l'effectif , soit de construction, soit par accident, qui sont donc inutilisables. En 1980, une rame-bloc RIB 60 des Joncherolles à huit caisses et la remorque intermédiaire ZRB 29146, toutes montées sur bogies 19058 sont donc mises à disposition des ateliers des Ardoines pour transformation en remorques de Z 5300. Ce travail, achevé début 1981, permet la remise en service des cinq éléments, les 316, 339 et 359 à 361.

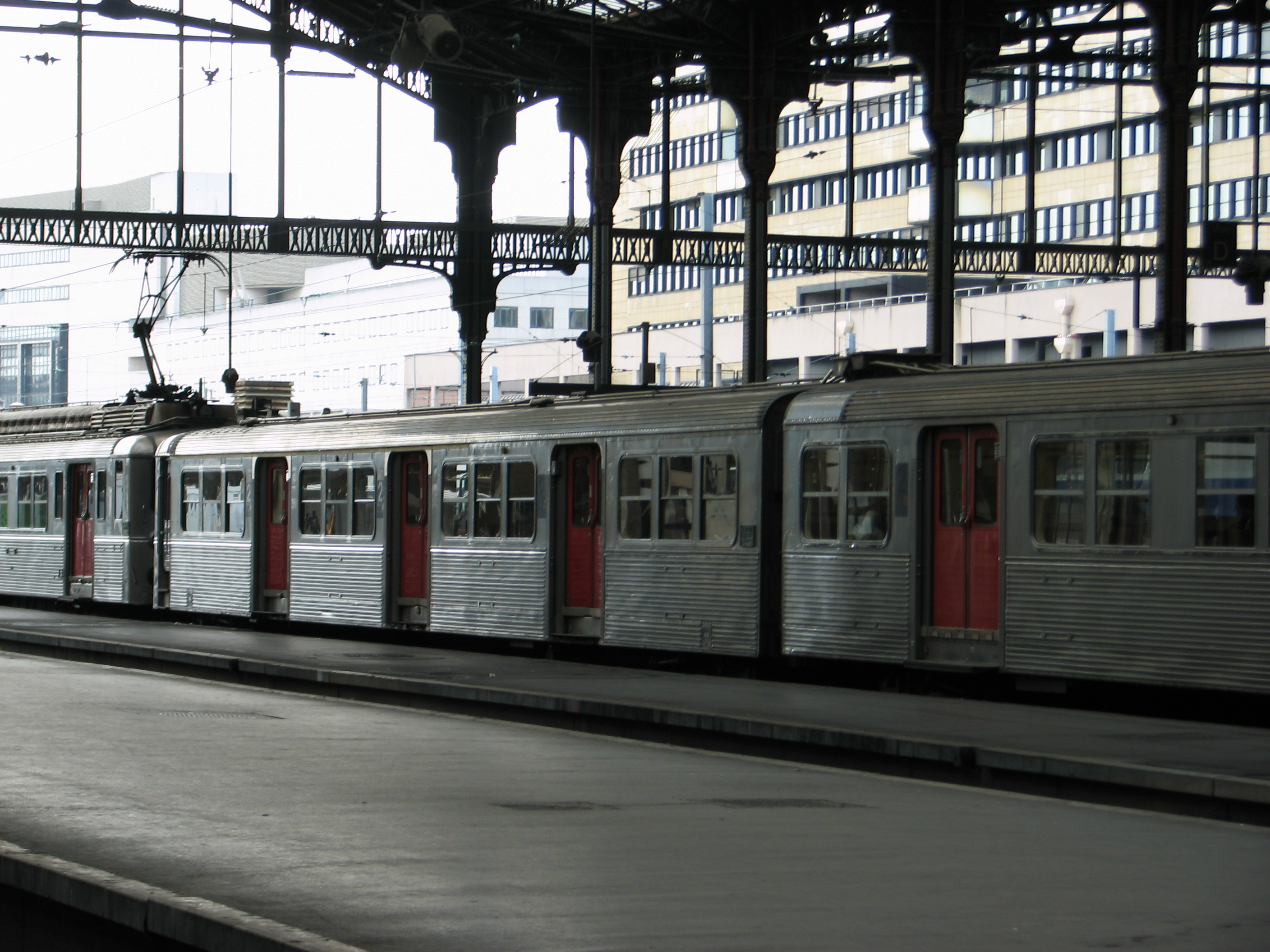
La ZRx 15339 ex-RIB à Paris-Gare-de-Lyon, en 2010.

Les correspondances de numéros sont données ici :
- ZRBx 19104 → ZRABx 15316 ;
- ZRABD 29504 → ZRABx 15339 ;
- ZRABD 29154 → ZRB 25591 ;
- ZRB 29142 à 29147 → ZRB 25592 à 25597.

Les faces avant des remorques d'extrémité ont été reconstruites pour être alignées sur le reste de la série. Les remorques intermédiaires, d'abord numérotées dans la série 25600 ont été reclassées en 25590 à l'apparition des premières remorques ZR2N 25600 en 1982. De ce fait, elles prennent la suite immédiate des vraies 25300 à qui manquent les numéros 25417 à 25422 correspondant aux éléments 359 à 361.

## Utilisation
Les Z 5300 ont été affectés au dépôt de Paris-Sud-Ouest à partir de 1966. Ils sont d'abord engagés sur les trains directs vers Étampes et vers Dourdan, ce qui permet le retour au dépôt de Villeneuve-Saint-Georges des Z 5100 qui assurent ces dessertes. Ensuite, ils remplacent les Z 4100 sur les dessertes de proche banlieue. Cependant, les 58 éléments restant encore insuffisants, quatre rames de Z 4100 configurées avec quatre motrices pour dix voitures subsistent aux heures de pointe.

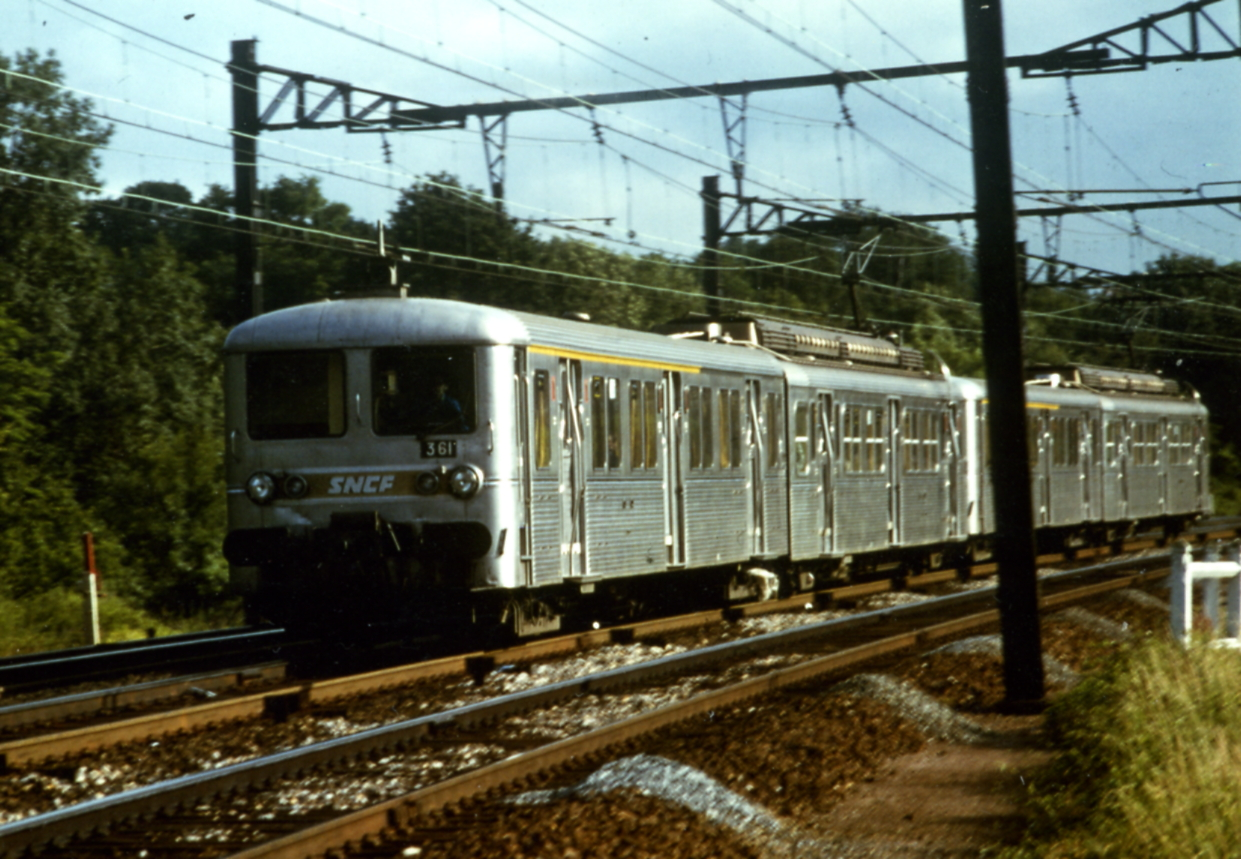
Les 5361 et 5360 à pleine vitesse assurant une liaison Orléans-Paris à Sainte-Geneviève-des-Bois.

En 1968, devant l'augmentation du trafic entre Paris et Orléans, il est décidé de lancer une liaison express entre Paris-Orsay et Orléans. Pour ce faire, deux éléments (Z 5333 et 5334) perdent leurs deux caisses intermédiaires et sont autorisés à circuler à 140 km/h. La desserte sera ultérieurement étendue à Tours. D'autres éléments y seront affectés :
- les 5360 et 5361 ayant reçu leur remorque ZRx en 1972 ;
- le 5412, dont la remorque 25424 a été incendiée et qui circule dès lors avec trois caisses ;
- le 5385, mis à deux caisses.

L'arrivée de matériel neuf à partir de 1972, affecté  à la banlieue Sud-Ouest, va permettre d'abord d'éliminer les quatre rames Z 4100 subsistantes, puis, progressivement de muter jusqu'à 54 éléments au dépôt de Villeneuve-Saint-Georges.

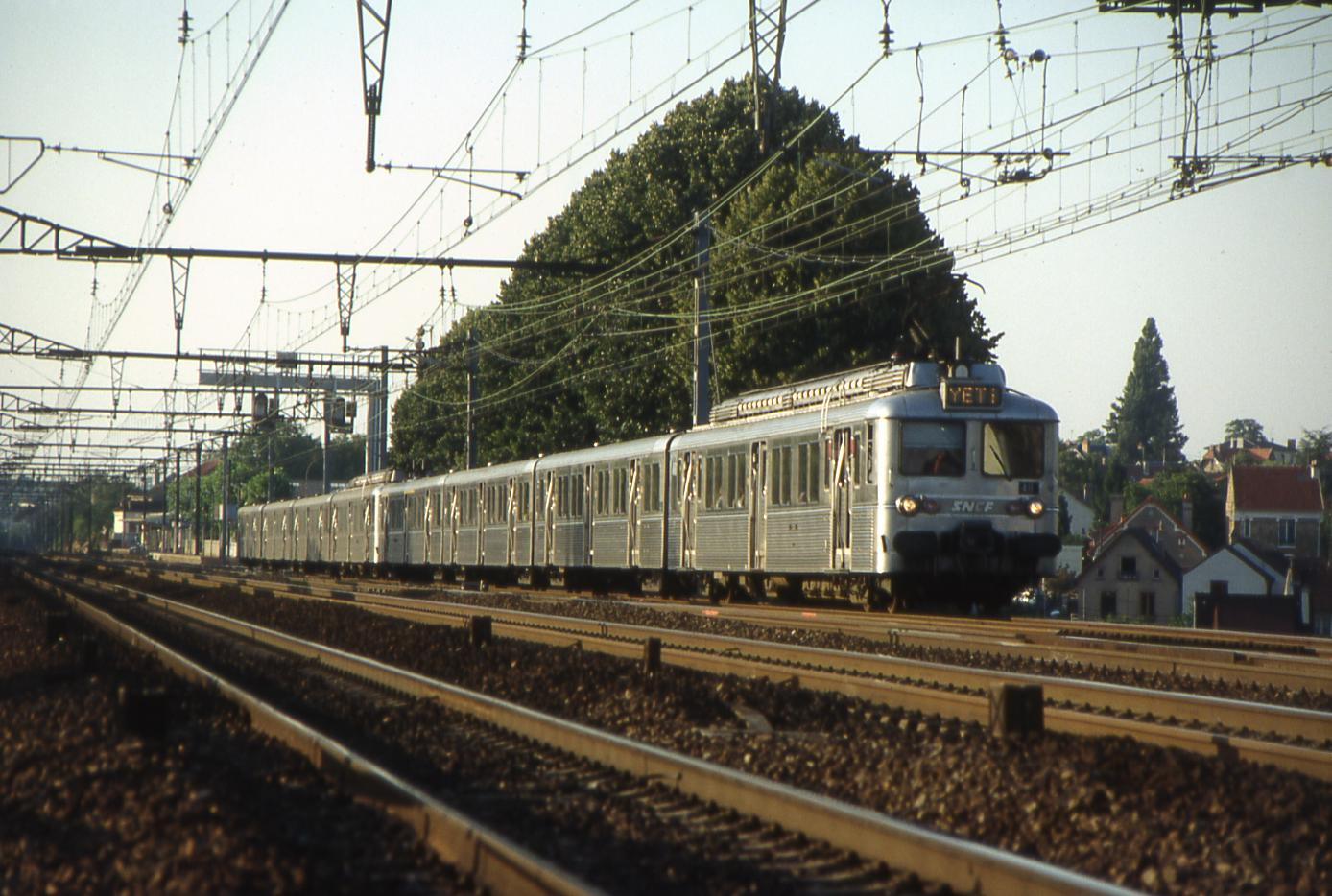
Une rame assurant une mission YETI, à Saint-Michel-sur-Orge en 1993, file vers Brétigny où les deux éléments seront séparés, l'un allant vers Étampes, l'autre vers Dourdan.

Cependant, la création en 1979 de la Transversale Rive Gauche (TRG), future ligne C du RER, va nécessiter un important transfert de matériel. Il faut prendre en compte la ligne Invalides - Versailles-Rive-Gauche, précédemment équipée en 750 volts par troisième rail et de rames Standard des années 1930, qui vient d'être transformée pour le 1500 V par caténaires, ainsi que l'extension de l'exploitation jusqu'à Saint-Quentin-en-Yvelines. Les Z 5300 de la desserte Paris-Orsay - Tours sont remplacés en 1978 par des rames Corail réversibles avec BB 9200. Les 5333 et 334 sont réintégrés au parc ordinaire en configuration à quatre caisses par remise en place des caisses retirées. Pour obtenir un effectif suffisant, le dépôt de Villeneuve cède à Paris-Sud-Ouest une grande partie de ses éléments, en échange d'un lot de BB 8500 et de RIB. En 1978, il ne lui en reste que douze.
À cette époque, les éléments destinés à rester à Paris-Sud-Ouest pour la TRG (Z 5366-5445) sont modernisés avec une nouvelle gamme de couleurs plus claires à l'intérieur et l'installation de sièges type Z 6400, la mise en place d'un indicateur de mission style RER MS 61 aux extrémités de la rame, un dispositif de maintien de fermeture des portes sur un côté de la rame et la suppression d'un WC sur deux.
La livraison des Z 5600 permet à partir de 1984, le transfert progressif des Z 5314 à 5372 à Villeneuve-Saint-Georges et, en conséquence, le départ des RIB de Paris-Sud-Est.
Le 1er juillet 1986, le parc de Paris-Sud-Ouest est versé en bloc aux ateliers de Vitry, devenu plus tard les Ardoines qui avaient en fait la charge effective de l'entretien des rames compte tenu de l'exiguïté des installations de Paris-Sud-Ouest.

Au 1er janvier 1987, la répartition du parc est de 87 éléments aux Ardoines et de 58 à Villeneuve-Saint-Georges où ils ont remplacé les Z 5100 sur nombre de dessertes. Les rames de Villeneuve-Saint-Georges sont progressivement dotées de l’équipement à agent seul (EAS), afin que le conducteur assure le service voyageurs du train sans la présence d'un contrôleur. À cette occasion apparaissent les portes peintes en rouge qui permettent de distinguer les éléments équipés. 

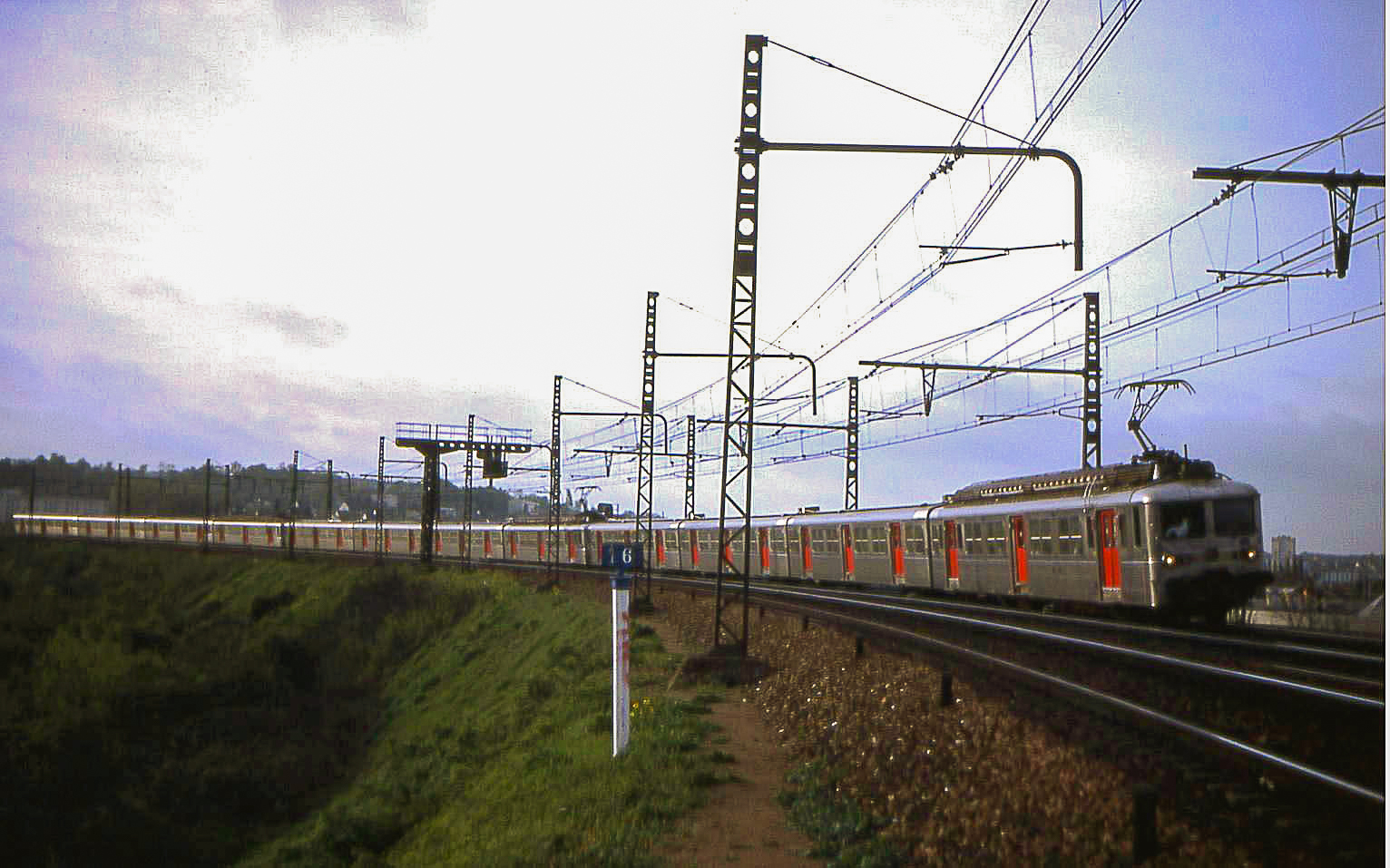
Une longue rame de trois éléments (12 caisses) avec les portes rouges dans la faucille de Villeneuve-Saint-Georges.

  Les éléments des Ardoines n'en bénéficient pas. En effet, sur la branche Juvisy - Versailles de la ligne C à laquelle ils ont été spécialisés du fait de leur moindre capacité, il n'y a pas d'équipement au sol, ce qui rend inutile un équipement de bord mais impose la présence d'un deuxième agent. Ceci conduira plus tard à amortir (en 2004) le matériel le plus récent de la série.
Suit une période de stabilité jusqu'à la mutation à Montrouge en 1992 de 27 éléments de Villeneuve-Saint-Georges libérés par les Z 20500 et destinés à épurer les Z 5100 qui roulent encore sur la banlieue Ouest. Ces éléments bénéficient avant leur mutation, d'un renouvellement de leur intérieur (peinture et sièges), opération qui se déroule aux ateliers de Saint-Marcel à Marseille.
Durant les années 1990, la caténaire de la section centrale de la ligne C entre Paris-Austerlitz et Champ de Mars - Tour Eiffel est remplacée par un profil aérien de contact. Cette installation, qui a grandement amélioré l'exploitation de la ligne tant sur l'entretien que sur la régularité, n'est pas compatible avec le pantographe d'origine des Z 5300. Les éléments affectés aux Ardoines ont donc été équipés d'un pantographe similaire à celui des Z2N pour leur permettre de continuer à circuler sur la ligne.

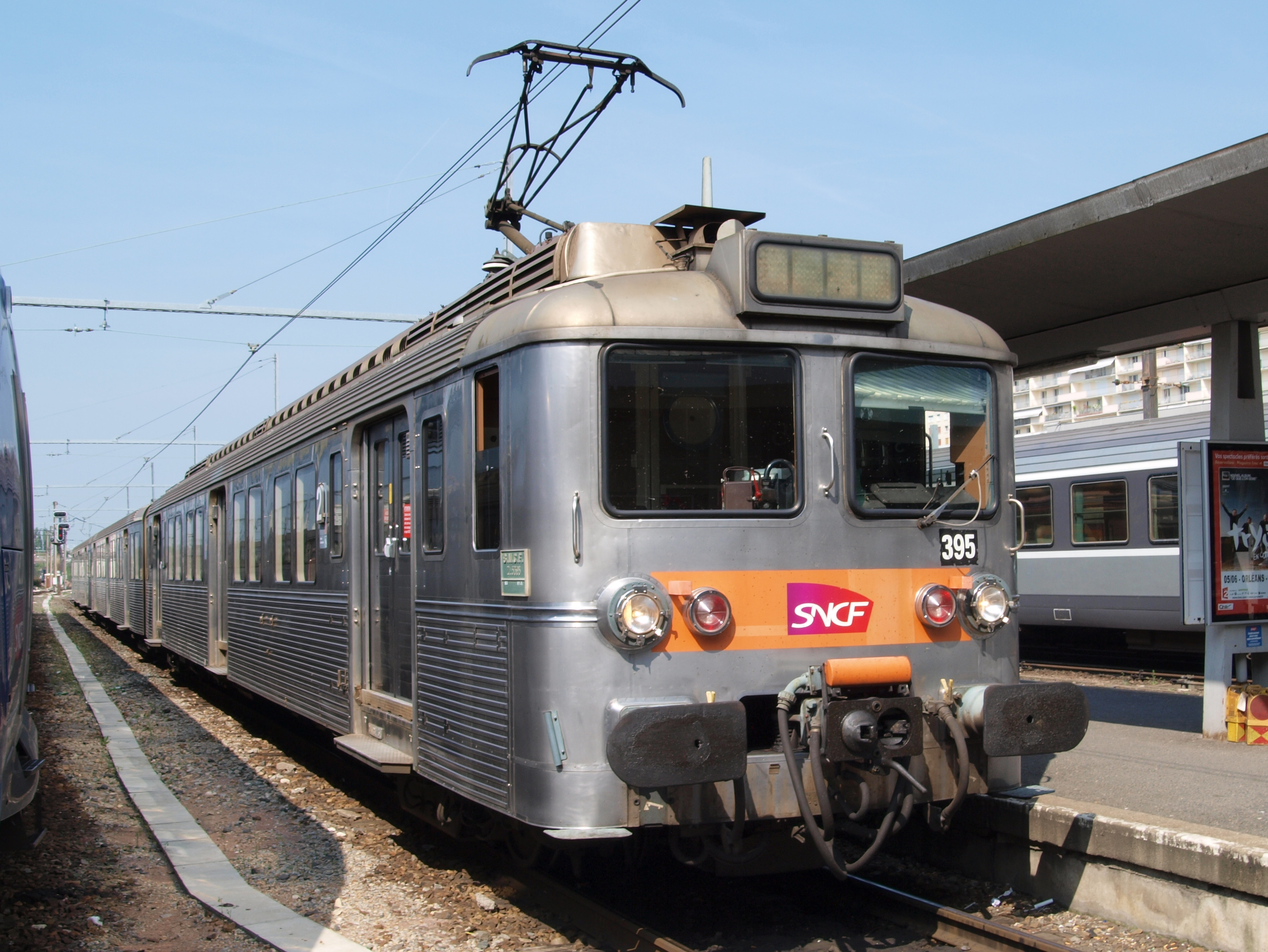
La Z 5395 à Orléans en 2011.
Noter l'archet de pantographe de type Z2N.

La livraison des Z2N (Z 8800 puis Z 20500) continuant, de nouveaux éléments ont mutés à partir de 1994 vers la région Centre pour assurer le trafic TER. Ainsi un contingent a été muté à Montrouge pour la desserte de l'axe Paris-Chartres-Le Mans. Afin de distinguer ces éléments des autres, leurs portes ont été peintes en bleu clair et ils ont été identifiés « 5xx » en face avant, le matériel lui-même n'ayant pas été renuméroté. Un autre contingent a été muté à la même époque à Saint-Pierre-des-Corps pour la desserte des axes de la région Sud-Ouest (Paris-Orléans-Tours/Limoges). Pour ces éléments, les portes ont été peintes en bleu foncé  et la remorque intermédiaire où le WC avait été déposé a été retirée, ce qui a ramené les compositions à trois caisses et amélioré les performances.
Les dernières Z 20500 sont livrées en 1998. Il ne reste que 42 éléments aux Ardoines, dont l'utilisation est réduite au parcours Versailles-Rive-Gauche - Juvisy - Versailles-Chantiers. À partir de 2001, l'arrivée des Z 20900 et des Z 5600 Evolys à six caisses portera un coup fatal aux derniers éléments affectés au RER C. Quelques-uns ont été mutés en 2002-2003 sur Bordeaux ainsi qu'à Tours-Saint-Pierre pour renforcer le parc existant affecté aux liaisons TER avant la livraison des autorails à grande capacité (AGC). Comme pour les précédents, la remorque sans WC a été retirée et les motrices bordelaises ont été rééquipées de pantographes à archets de 1 900 mm afin de circuler sur les lignes à caténaires MIDI. De plus, le compartiment de 1re classe a été réduit de moitié, puis finalement totalement déclassé. Au milieu de l'année 2003, les Z 5300 restantes sont retirées de la ligne C du RER  et garées en attente d'une éventuelle réutilisation (mutations ou revente). Aucune solution n'ayant été trouvée, la radiation a été prononcée fin 2004.
Les éléments de la région Centre sont progressivement remplacés par de nouveaux matériels (AGC, TER 2N…) et finissent par disparaître de Montrouge en 2007. Ceux affectés à Bordeaux disparaissent en 2008, ceux de Tours-Saint-Pierre fin 2011.

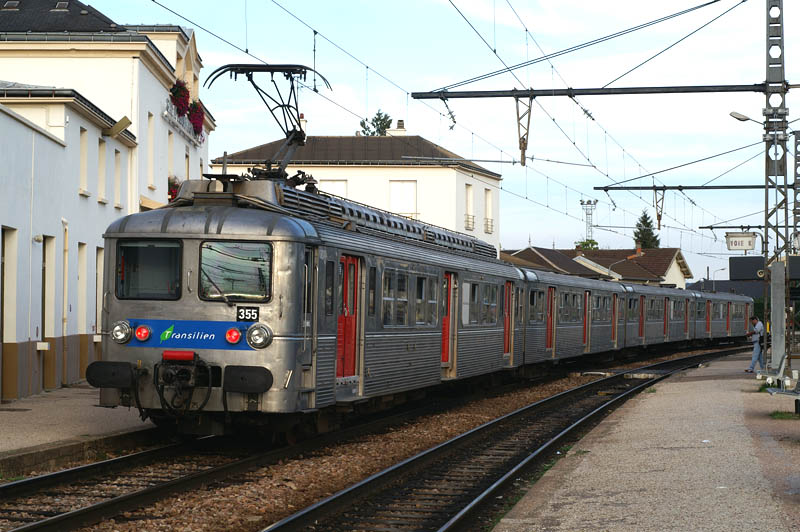
La Z 5355 modernisée Transilien, en gare de Laroche - Migennes.

À partir de juin 2005, et jusqu'en mars 2007, seize éléments de Villeneuve sont modernisés avec un nouvel aménagement intérieur (parois et cloisons en tons de bleu, sièges type Z 6400 rénovées) et application d'un logo Transilien.
Après la radiation en bloc aux Ardoines de 2004, les radiations reprendront à partir de 2007 à Villeneuve avec la réception de Z 20500 en provenance d'autres réseaux et à partir de 2011 à Montrouge avec l'arrivée des BB 7600 et des VB2N.
La réforme des Z 5300 se déroule sur une longue période, car l'augmentation du trafic (surtout sur Paris-Sud-Est) ainsi que les retards de livraisons et de mise au point des nouveaux matériels ont rendu indispensable la présence des dernières Z 5300. En septembre 2015, les derniers éléments de Montrouge quittent ce dépôt et retournent à Villeneuve ou sont radiés. Sur le réseau de Paris-Sud-Est, il faudra attendre décembre 2018 pour voir disparaître la dernière  rame, avec l'arrivée des Regio 2N pour certaines relations de la ligne R du Transilien ou par des Z 20500 pour la liaison Corbeil-Essonnes - Melun de la ligne D du RER.

## Dépôts d'attache
Dans l'ordre d'affectation :
- 1965-1986 : Paris-Sud-Ouest ;
- 1972-2018 : Villeneuve-Saint-Georges ;
- 1986-2003 : Les Ardoines
- 1992-2015 : Montrouge ;
- 1998-2011 : Tours-Saint-Pierre ;
- 2002-2008 : Bordeaux.

## Services assurés
Au cours de leur carrière, les Z 5300 ont assuré de nombreuses et diverses missions allant de la desserte locale aux trains de grandes lignes.
Banlieue Sud-Ouest puis RER C
- (1965 - 1998) : ensemble de la desserte du réseau de Paris-Sud-Ouest (Quai-d'Orsay – Pont de Rungis - Aéroport d'Orly/Dourdan/Étampes),
- (1975 - 2003) : Juvisy – Versailles-Chantiers,
- (1977 - 2003) : Pont de Rungis - Aéroport d'Orly – Massy - Palaiseau,
- (1978 - 2003) : Invalides – Versailles-Château-Rive-Gauche et Saint-Quentin-en-Yvelines (jusqu'en 1998),
- (1979 - 2003) : Quai-d'Orsay – Invalides,
- (1988 - 1996) : Navette Pereire - Levallois – Pont-Cardinet.

Grandes lignes du réseau Sud-Ouest
- (1967 - ????) : trains supplémentaires durant l'été sur l'axe Paris – Limoges,
- (1968 - 1978) : service express en 70 min entre Quai-d'Orsay et Orléans avec desserte de Saint-Michel - Notre-Dame, Paris-Austerlitz et Les Aubrais (éléments à 2 ou 3 caisses aptes à 140 km/h).

Banlieue Sud-Est puis Transilien R et RER D
- (1972 - 2010) : Paris – Combs-la-Ville - Quincy – Melun,
- (1972 - 2011) : Paris – Montereau via Moret-Veneux-les-Sablons,
- (1972 - 2018) : Corbeil-Essonnes – Melun – Montereau via Héricy,
- (1974 - 2018) : Juvisy – Melun via Évry-Courcouronnes,
- (1984 - 2012) : Paris – Corbeil-Essonnes – La Ferté-Alais,
- (1989 - 2010) : Paris – Montargis,
- (1992 - 1996) : Paris – Malesherbes.

Grandes lignes du réseau Sud-Est puis TER Bourgogne
- (1972 - 2018) : Paris-Gare-de-Lyon – Montereau – Sens – Laroche - Migennes.

Banlieue Ouest (Transilien N)
- (1992 - 2013) : Paris-Montparnasse – Rambouillet, Paris-Montparnasse – Plaisir - Grignon,
- (1992 - 2015) : Paris-Montparnasse – Sèvres-Rive-Gauche.

TER Centre
- (1994 - 2003) : Paris – Orléans, Étampes – Orléans, Orléans – Tours, Orléans – Limoges-Bénédictins,
- (1994 - 2007) : Paris – Chartres – Le Mans,
- (1998 - 2011) : Navettes entre Les Aubrais et Orléans ainsi qu'entre Saint-Pierre-des-Corps et Tours.

TER Aquitaine
- (2002 - 2004) : Bordeaux-Saint-Jean – Irun, Bordeaux-Saint-Jean – Arcachon,
- (2002 - 2008) : Bordeaux-Saint-Jean – Le Verdon, Bordeaux-Saint-Jean – Libourne, Bordeaux-Saint-Jean – Langon.

## Matériels conservés
- Z 5327 : élément préservé  à la Cité du train (musée de Mulhouse), motrice et remorque d’extrémité.

## Éléments particuliers
Sept éléments ont été affectés à la liaison express Paris – Orléans avec mise à deux caisses, et vitesse maximale portée à 140 km/h :
- 333 ;
- 334 ;
- 360 ;
- 361 ;
- 385 ;
- 412 ;
- 428.

Cinq éléments comportent des remorques du type « Rame inox de banlieue » (RIB) :
- 316 : ZRx 15316 et ZR 25591 ;
- 339 : ZRx 15339 ;
- 359 à 361 : ZR 25592 à 25597 dans l'ordre.

L'élément 356 a été équipé  en 1969 d'un calculateur permettant la conduite automatique. Il a été testé sur Paris – Brétigny et Paris – Melun sans incident majeur mais cet équipement n'a pas été généralisé.
À la suite de l'accident de Paris-Gare-de-Lyon de juin 1988, l'élément 342 circule avec  la remorque ZRx 15301.
Les Z 5386 et Z 5387 ont reçu un automate programmable de conduite afin d'améliorer les performances d’accélération, notamment en situation humide (pluie, rail gras...), l'automate gérant le passage des crans de traction en fonction de nombreux paramètres (vitesse, rampes, détection de patinages...). Cependant ce n'était pas un réel régulateur de vitesse, car l'automate ne savait pas gérer le freinage rhéostatique. Ces éléments étaient compatibles avec les éléments ordinaires, mais le confort était altéré par de nombreux à-coups venant des différences de performances entre les deux types de conduite. De plus, le moindre défaut de l'automate entraînait la panne de l'ensemble de la rame. Cette expérimentation n'a jamais été étendue au reste de la série. Toutefois, ces deux éléments ont conservé leurs automates jusqu'à leur réforme en 2003.
Pour tenter d'améliorer les performances des Z 5300 face aux Z 20500, une remorque a été retirée à chacun des éléments 304, 345, 359 et 363 de Villeneuve-Saint-Georges ce qui a permis de former une rame de 12 caisses avec 4 motrices au lieu de 3 pour une expérimentation entre 2003 et 2004 sur la ligne D du RER entre Paris et Melun. Cet essai n'ayant pas été concluant a conduit à réformer les rames inutilisées des Ardoines en 2004.
La motrice Z 5426 a récupéré les trois remorques de la 5367 victime d'un incendie le 27 février 2014.
L'élément 368 a reçu une livrée particulière en décembre 2017, réalisée par le collectif d'artistes Quai 36. Lors de l’inauguration des Regio 2N sur la ligne R du Transilien le 8 décembre 2017, elle a acheminé les élus de Paris-Gare-de-Lyon à Melun. Elle a conservé cette livrée jusqu'à sa radiation des effectifs en décembre 2018.
Le dernier voyage, effectué par les éléments 317, 362 et 368 a eu lieu dans la matinée du 8 décembre 2018 entre Paris-Gare-de-Lyon et Montereau et retour. Dans l'après-midi, une exposition s'est tenue sur la voie M de la gare de Lyon.

## Galerie de photographies

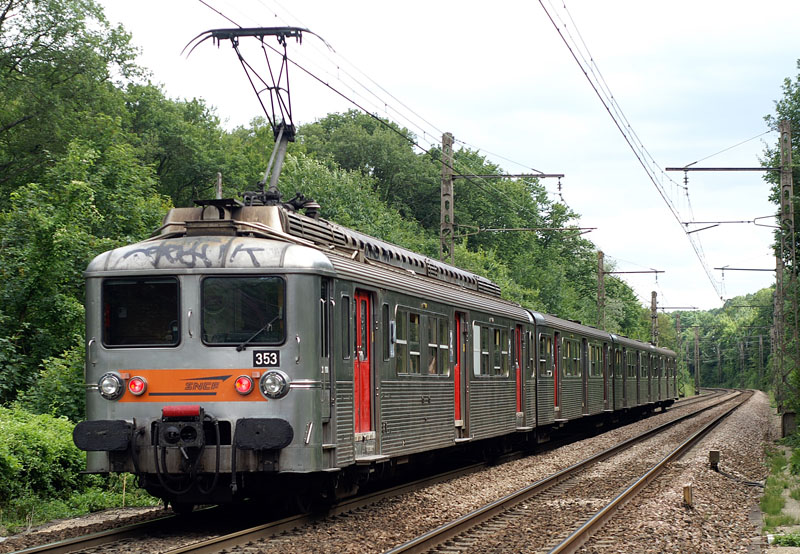
Z 5353 (équipée EAS) avant sa rénovation à La Rochette (Seine-et-Marne).
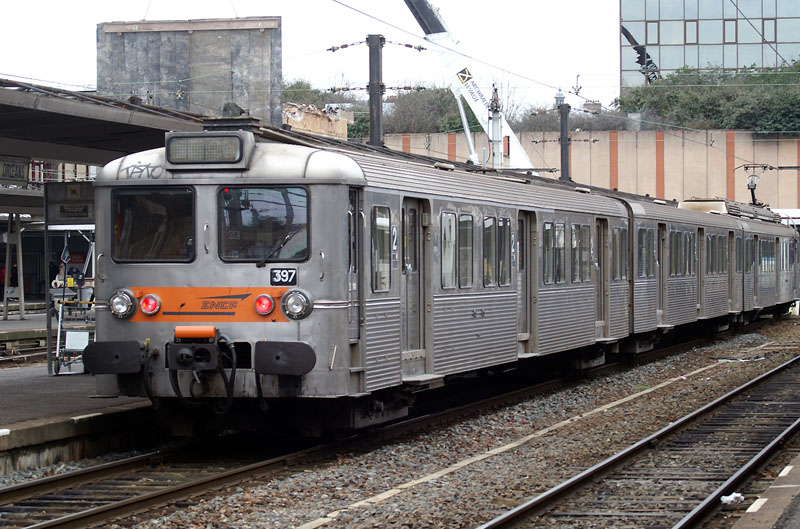
Z 5397 à Orléans.
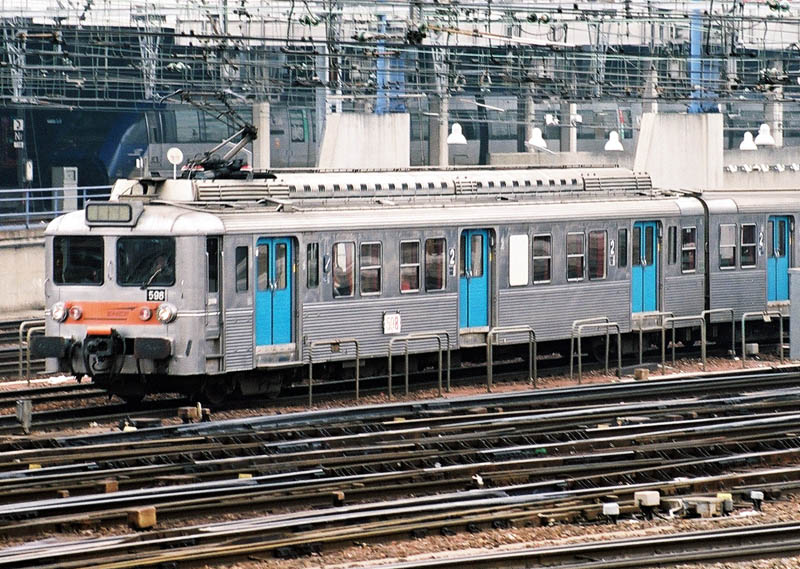
La Z 5398 TER 4 caisses, vue à Paris-Montparnasse.
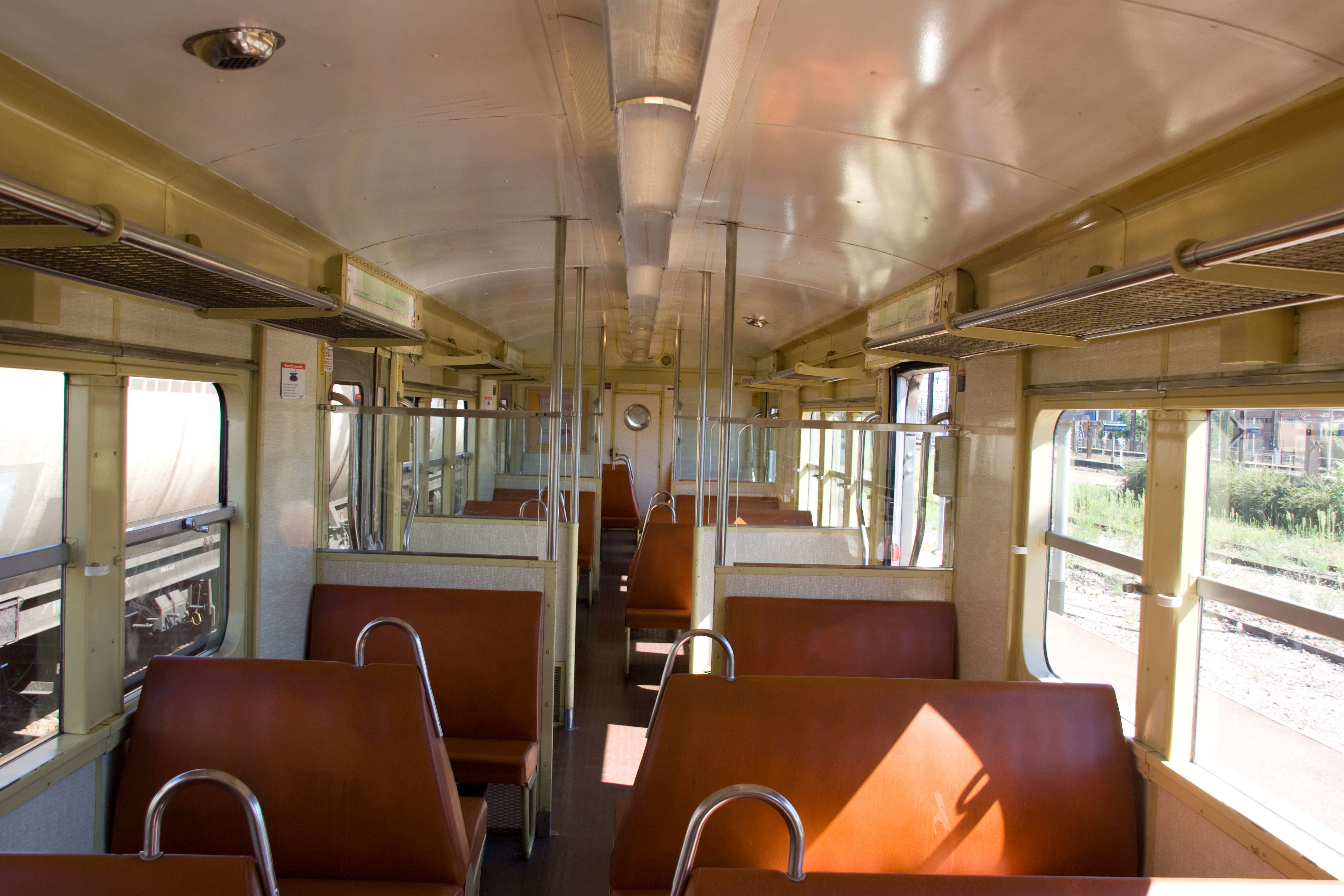
Intérieur d'une rame non rénovée de la ligne R.
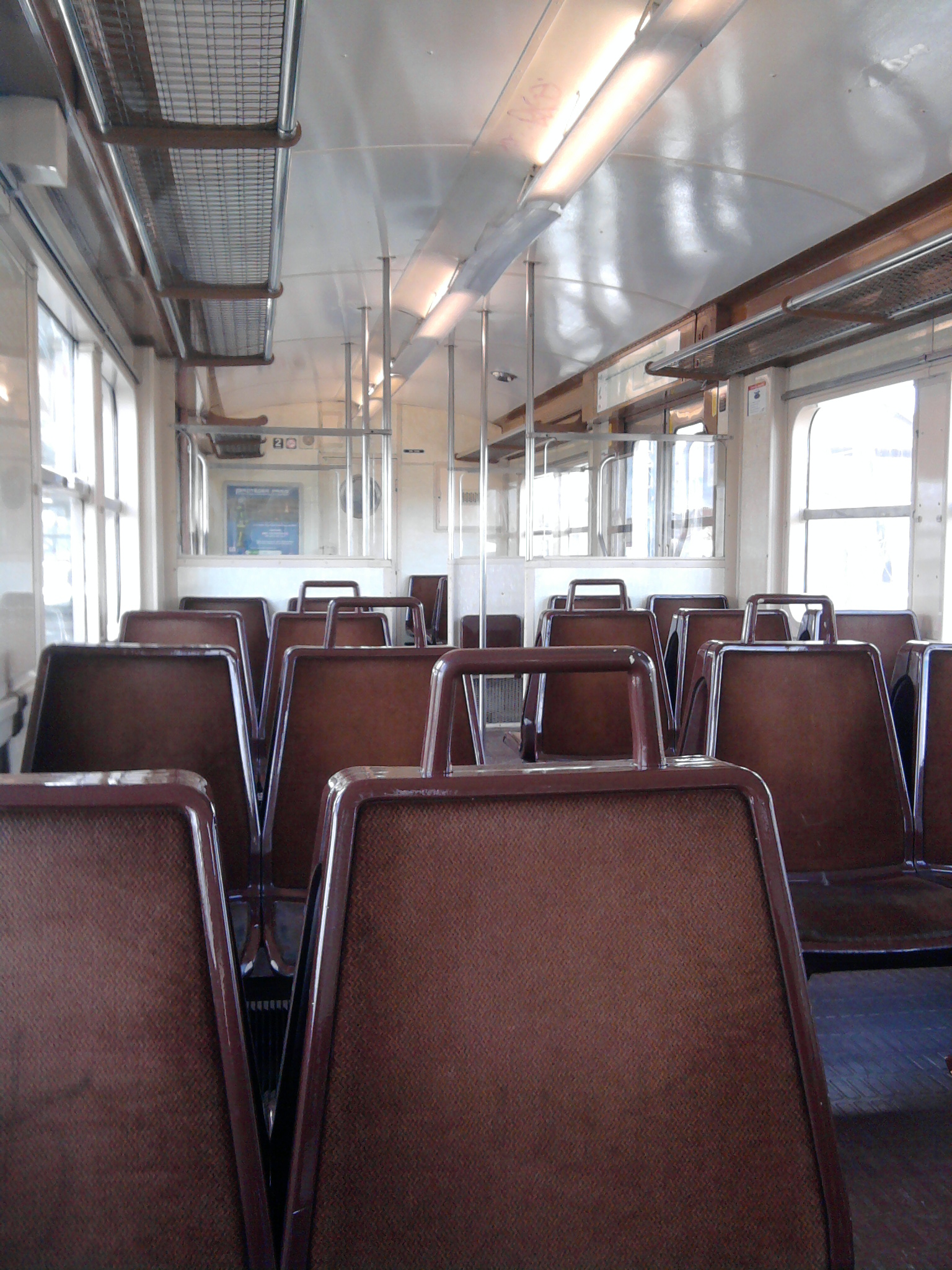
Intérieur d'une rame rénovée de Montrouge.
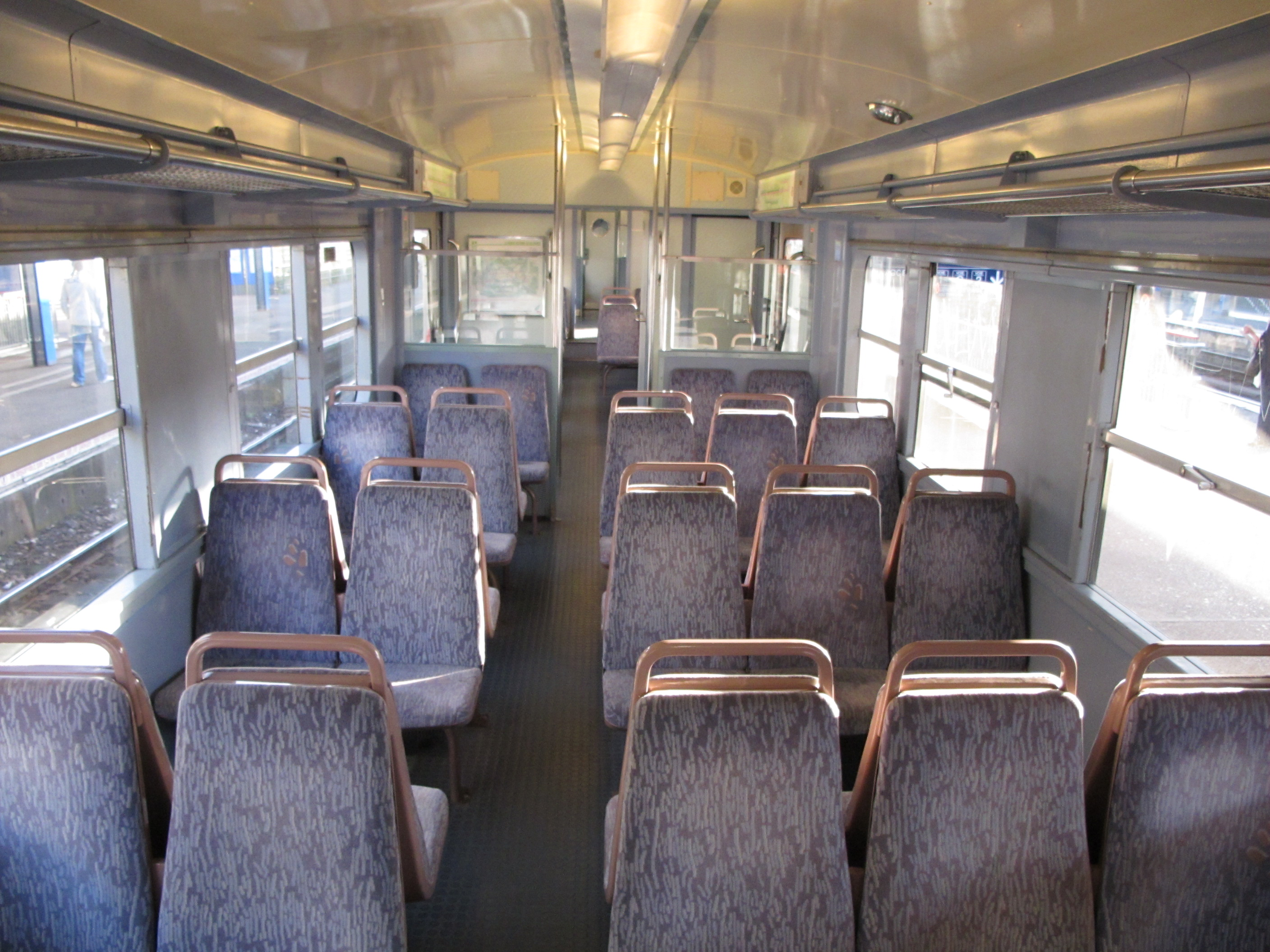
Intérieur d'une rame rénovée en gare de Corbeil-Essonnes en 2011.
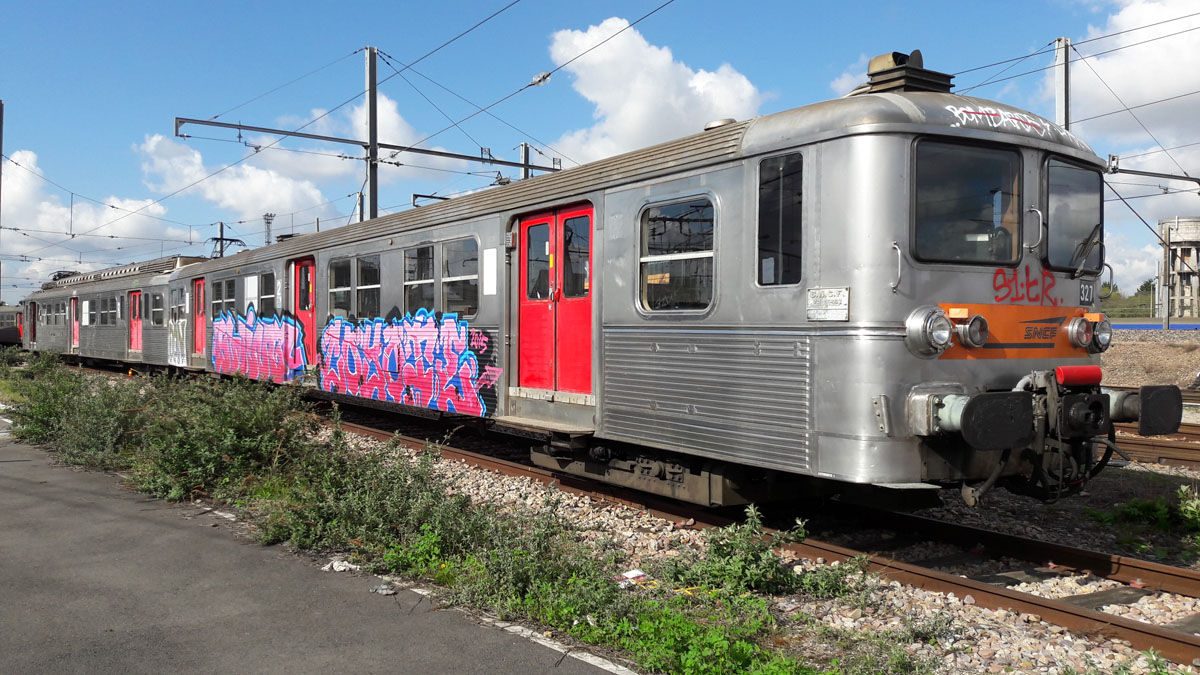
La Z 5327 au dépôt de Villeneuve en avril 2016 dans sa configuration Cité du train.
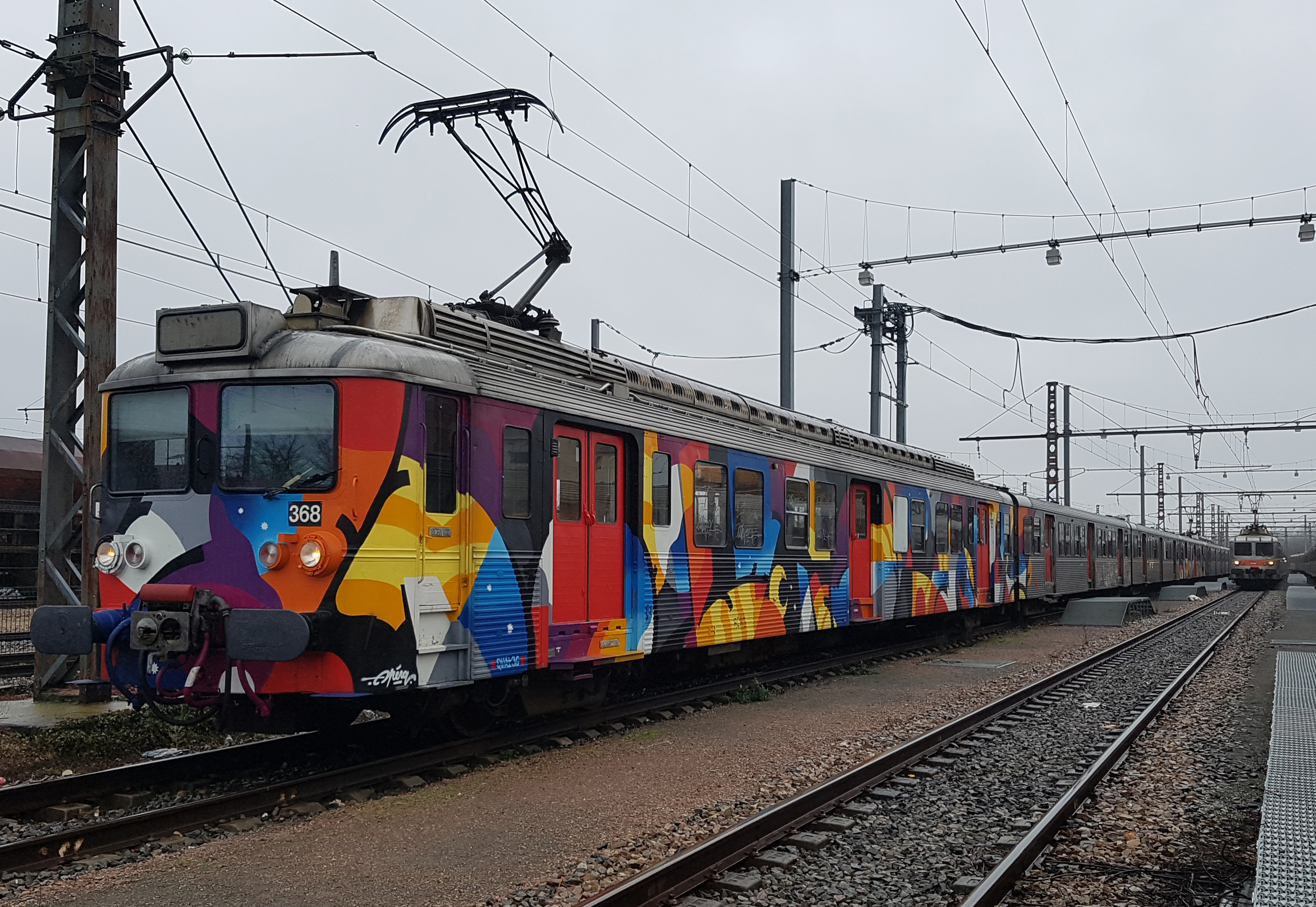
La Z 5368 avec sa livrée spécifique en janvier 2018 à Melun.

## Faits divers
- L'élément 392 est impliqué dans une collision à Issy-les-Moulineaux le 24 décembre 1987[12].
- Le 27 juin 1988, deux éléments (301 et 342) sont impliqués dans l'accident ferroviaire de la gare de Lyon. À la suite d'un incident de freins, un train assurant une mission en provenance de Melun entre en collision frontale avec un autre train stationnant dans la gare de banlieue souterraine de Paris-Lyon à Paris. L'accident fait 56 morts et 57 blessés.
- Le 17 octobre 1995, un élément affecté sur la ligne C du RER est impliqué dans un attentat entre la gare du Musée d'Orsay et celle de Saint-Michel - Notre-Dame. L'attentat a fait 29 blessés dont cinq gravement touchés[13].

## Au cinéma
Ces automotrices sont notamment visibles dans les films suivants :
- 2001 : Le Fabuleux Destin d'Amélie Poulain ;
- 2006 : Jean-Philippe ;
- 2007 : L'Année suivante ;
- 2008 : Cliente.